# Eugenia galalonensis
Eugenia galalonensis es una especie de planta perteneciente a la familia de las mirtáceas. 

## Descripción
Generalmente son arbustos o árboles pequeños, que alcanzan un tamaño de hasta 10 m de alto; ramitas glabras o muy diminutamente hispídulas. Hojas elípticas u ovado-elípticas, 3.9–7 cm de largo y 1.7–3.7 cm de ancho, ápice acuminado, base cuneiforme, por lo general glabrescentes, muchas veces con pubescencia adpresa y pálido-cobriza en el envés. Racimos de menos de 1 cm de largo, flores 8–10, pedicelos 6–11 mm de largo, densamente cobrizo-pubescentes, bractéolas unidas en la base, dorado-pubescentes; hipanto campanulado, densamente cobrizo o dorado-pubescente; lobos del cáliz redondeados a deltoides, 0.8–1.5 mm de largo, pilosos externamente. Frutos globosos, 6–10 mm de largo.

## Distribución y hábitat
Especie abundante que se encuentra  en lugares alterados, en bosques caducifolios y perennifolios de las zonas norcentral y atlántica; a una altitud de 300–1200 metros desde el sur de México a Colombia.

## Taxonomía
Eugenia galalonensis fue descrita por (C.Wright ex Griseb.) Krug & Urb. y publicado en Botanische Jahrbücher für Systematik, Pflanzengeschichte und Pflanzengeographie 19(5): 641. 1895.
Etimología
Eugenia: nombre genérico otorgado en honor del  Príncipe Eugenio de Saboya.
galalonensis: epíteto latino que significa "con hojas como el género Buxus.
Sinonimia
- Eugenia argyrea Lundell
- Eugenia chacteana Lundell
- Eugenia disticha var. galalonensis C.Wright ex Griseb.[4]